# غلين هاردين
غلين هاردين (بالإنجليزية: Glenn Hardin)‏ هو منافس ألعاب قوى أمريكي، ولد في 1 يوليو 1910 في ديرما في الولايات المتحدة، وتوفي في 6 مارس 1975 في باتون روج في الولايات المتحدة.

## وصلات خارجية
- غلين هاردين على موقع الاتحاد الدولي لألعاب القوى (الإنجليزية)
- غلين هاردين على موقع الاتحاد الأمريكي لسباقات المضمار والميدان، قاعة المشاهير (الإنجليزية)
- غلين هاردين على موقع اللجنة الأولمبية الدولية (الإنجليزية)
- غلين هاردين على موقع أوليمبيديا (الإنجليزية)